# Sanguisorba minor subsp. balearica
Sanguisorba minor subsp. balearica é uma subespécie de planta com flor pertencente à família Rosaceae. 
A autoridade científica da subespécie é (Bourg. ex Nyman) Muñoz Garm. & C. Navarro, tendo sido publicada em Anales del Jardín Botánico de Madrid 56(1): 176. 1998.
Os seus nomes comuns são pampinela, pimpinela, pimpinela-hortense, pimpinela-menor, tintinela ou tentinela.

## Portugal
Trata-se de uma subespécie presente no território português, nomeadamente em Portugal Continental.
Em termos de naturalidade é nativa da região atrás indicada.

## Protecção
Não se encontra protegida por legislação portuguesa ou da Comunidade Europeia.